# ファースト・フリート

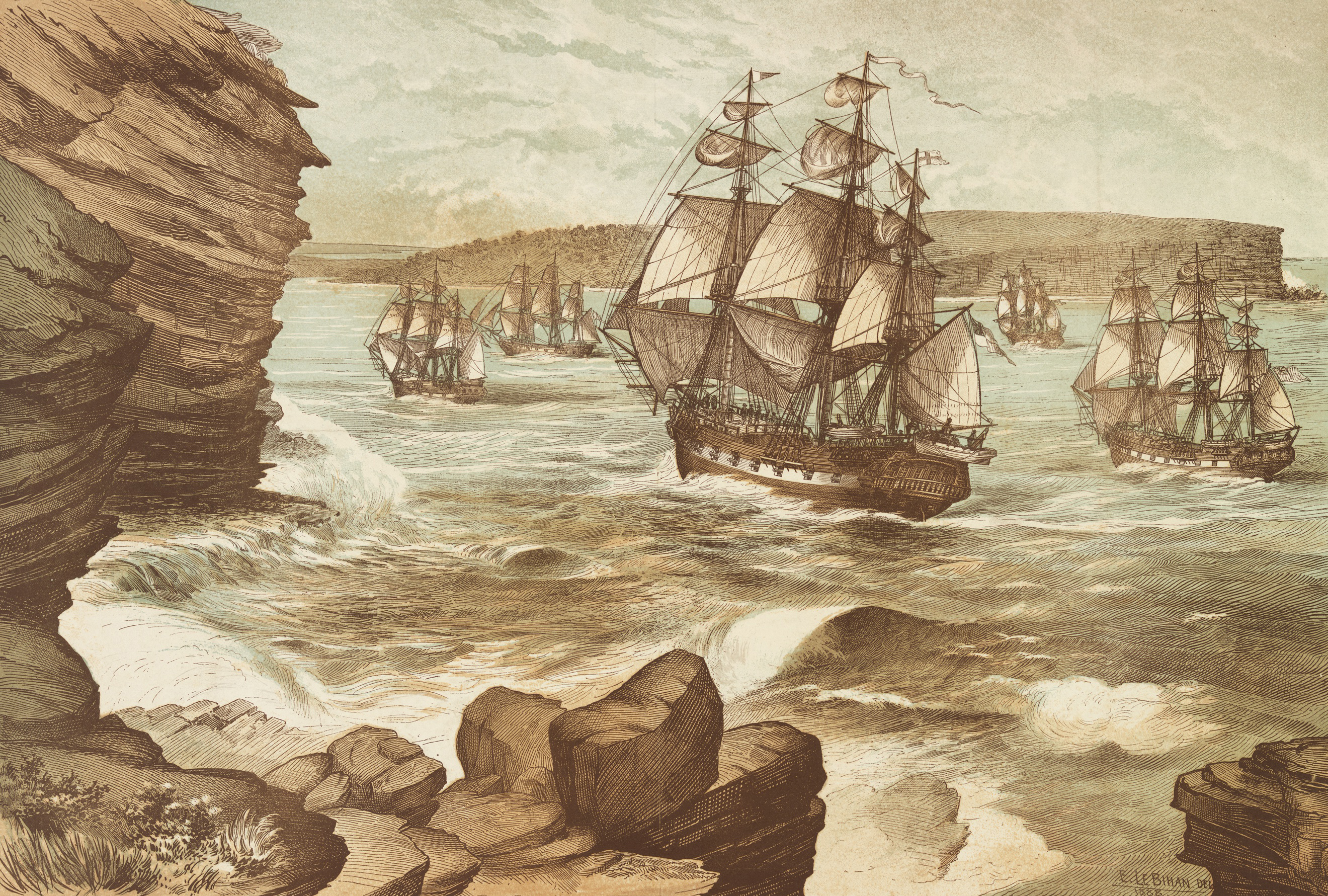
ファースト・フリートがポートジャクソン湾に入港する様子を描いた銅版画。

ファースト・フリート (The First Fleet)、日本語に訳すると「最初の植民船団」とは、1787年5月13日、イギリスからニューサウスウェールズ植民地に、派遣された11隻の船団のことである。この船団の乗組員は、オーストラリア大陸におけるヨーロッパ人最初の入植者となる。1788年1月26日、現在のシドニー湾に到達し、オーストラリアの植民地としての歴史が始まることとなった。彼らのシドニー湾に上陸した日は、オーストラリアでは、オーストラリアの日という祝日となっている。

## 背景
18世紀のイギリスは、農業革命と囲い込みが進展し土地を失った農民、産業革命による失業者等が、都市部に流入していった。しかし、彼らの生活は貧しいものであり、都市では、彼らの手によって、多くの軽微な犯罪も頻発した。当時の微罪に問われた者でも収監する法制度もあいまって、犯罪者となった彼らは刑務所に収監されたものの、刑務所はすぐに満員となり、更には外洋航海には適さなくなったハルクと呼ばれる船舶に収容されるようになった。ただ、ハルクの環境は劣悪であり、すし詰め状態であった。そのために、イギリス政府は、軽微な犯罪を犯した囚人であったとしても、彼らを処理するためにも、海外植民地に流刑することとした。
イギリスでは、もともと、流罪として審判された囚人は、北米の13植民地に流されていた。1717年から1776年の間に、約4万人の囚人がイギリスからアメリカにわたった。しかし、1783年、アメリカ独立戦争が終結し、北米の植民地を喪失すると、新たに建国されたアメリカ合衆国は、イギリスからの流刑者の受け入れを拒否した。さらに、イギリス国内の人口の増加を海外植民地に移住させることで解消する必要性にも迫られていた。
以上の経緯を経て、1785年12月1日、枢密院勅令に基づき、1770年、ジェームズ・クックが処女航海に成功した太平洋地域に新たな流刑植民地を建設することを決定した 。
イギリスは、ニューサウスウェールズ以外にも複数の箇所で流刑植民地を模索していた。候補として挙がっていたのが、西インド諸島、カナダ、アフリカ西海岸などであった。しかしながら、カナダは、寒いために自給自足のシステムを作ることが困難であったことから、候補から外れた。アフリカは、熱帯病や風土病で軍人や行政官が病に倒れるなど、新植民地の建設には不適当であった。一方で、ニューサウスウェールズは気候も温暖であり、自給自足も可能であることから、新たな流刑植民地として選ばれた。
1786年9月、アーサー・フィリップ予備役海軍士官がファースト・フリート総司令官に指名された。フィリップは、オーストラリア到達後には、初代ニューサウスウェールズ総督となることが決定した。次いで、副総督として、ロバート・ロス、法務官として、デーヴィッド・コリンズを任命した。

## 船団の構成

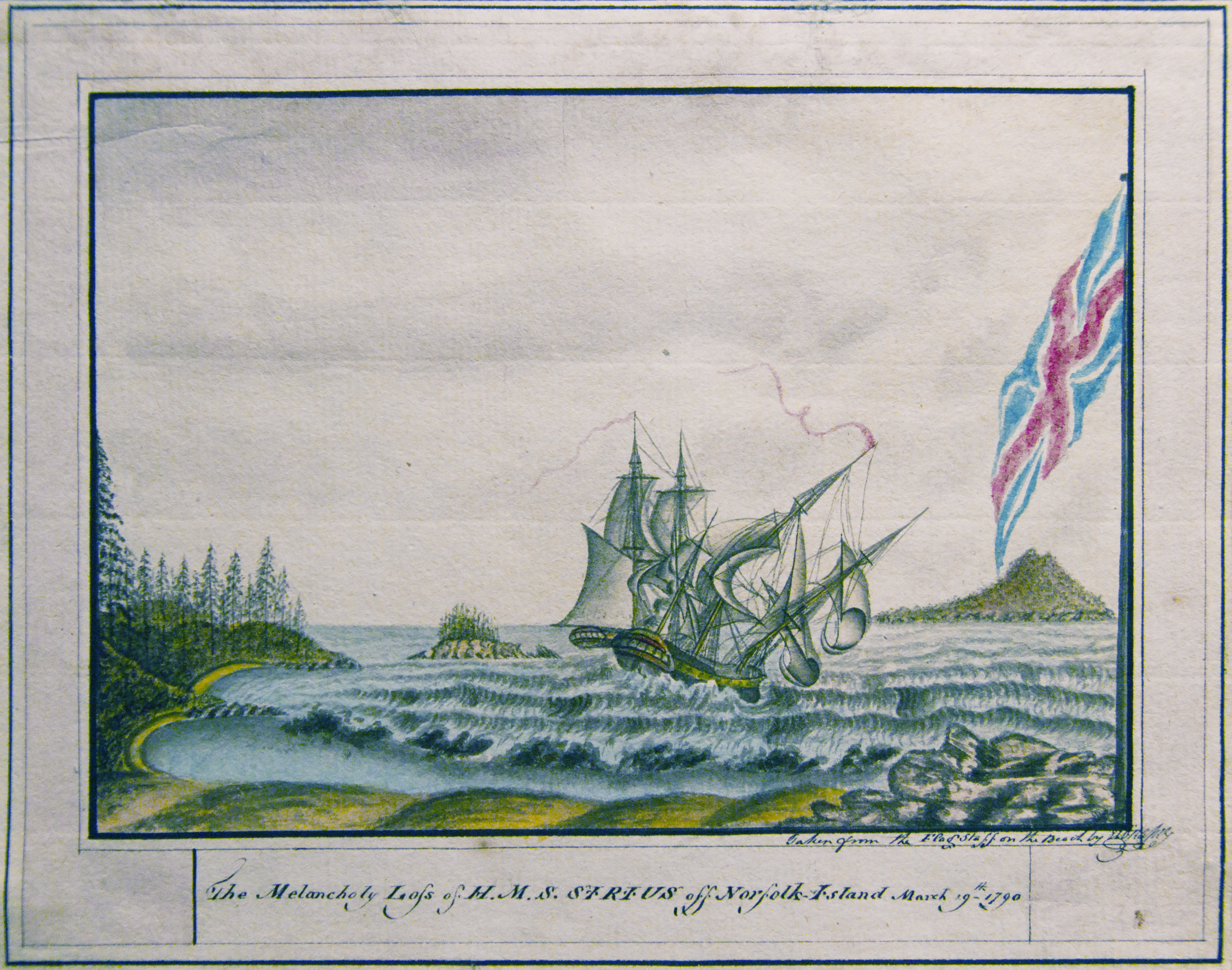
旗艦・シリウス号。シリウス号は、のちに、ノーフォーク島で沈没する。絵は、その時の光景を描いたもの。

ファースト・フリートは、11隻の船で構成されている。旗艦が、20門の大砲を備えた帆船であるシリウス号である。シリウス号の指揮は、後にニューサウスウェールズ植民地総督となるジョン・ハンターによって行われた。シリウス号とは、別に8門の大砲を備えたサプライ号が船団の護衛に就いた。
囚人を輸送するためには、6隻の船が用意された。アレクサンダー号、シャーロット号、フレンドシップ号、レディ・ペンリン号、プリンス・オブ・ウェールズ号、スカボロー号の6隻である。
船団の2年分の食料や衣類、農具などを運ぶ輸送船として、3隻の船が用意された。ゴールデン・グローヴ号、フィッシュバーン号、ボロウデール号の3隻である。
11隻の船団のレプリカは、シドニー博物館に展示してある。また、シドニー湾内を運行するシドニー・フェリーズのフェリーの名前は、ファースト・フリートの船の名前にちなんだものがつけられている。

## 船団の人々
ファースト・フリートの人々のほとんどはイギリス人だったが、アフリカ人、アメリカ人、フランス人の囚人も乗船していた。船団の人々は、船員、海軍の兵士とその家族、政府の役人、そして大勢の囚人たちであり、女性や子供も含まれている。囚人たちは、窃盗、偽証、詐欺、暴行、強盗などをの多様な犯罪を犯していた。これらの囚人には、7年や14年、あるいは無期の流刑が言い渡されていた。
6隻の囚人輸送船には、それぞれ海軍の兵隊も分かれて乗り込んだ。海兵たちの家族の多くは、プリンス・オブ・ウェールズ号で航海した。ファースト・フリートの幾人かの人々は自らの経験について、日記や記録をつけていた。この中には船医も含まれる。知られている12の日誌といくつかの手紙が存在する。
船団の人数の正確な数はさまざまであり、確定していない。最も知られているものでは、船団の合計は1,420人で、翌年、シドニーに到着した際には、1,373人であるというものである。下記の表は、モーリー・ギレン（Mollie Gillen）が調査した人数のものである。
|                | ポーツマスで乗船した人数 | シドニーに上陸した人数 |
| -------------- | ------------------------ | ---------------------- |
| 公務員や乗客   | 15                       | 14                     |
| 船員           | 323                      | 269                    |
| 海兵           | 247                      | 245                    |
| 海兵の妻や子供 | 46                       | 45 + 9 (航海中に出生)  |
| 男性囚人       | 582                      | 543                    |
| 女性囚人       | 193                      | 189                    |
| 囚人の子供     | 14                       | 11 + 11(航海中に出生)  |
| 合計           | 1,420                    | 1,373                  |

一方で、初代ニューサウスウェールズ植民地総督となったアーサー・フィリップによると、船団の合計は1,030人で構成されているとしている。また、法務官デーヴィッド・コリンズの記録である「An Account of the English Colony in New South Wales」では、各船毎のトン数、乗組員の詳細及び人数を記録している。

## 航海
1787年5月13日、イングランド南部の海軍の町であるポーツマスを出航した。航海の初日は、天候にも恵まれていた。その上、囚人たちはデッキに上がってくることを許されていた。多くの研究で一致するのは、フィリップの綿密な準備と独創性が発揮されたことであり、船員のみならず囚人にも十分な食事を摂らせていたことから、囚人への扱いは、非人道的なものではなかったということである。
ポーツマスを出航した11隻の船団は、1787年6月3日、カナリア諸島のサンタ・クルス・デ・テネリフェに寄港した。サンタ・クルス・デ・テネリフェで、新鮮な水、野菜、果物を積み込み、6月10日に、ブラジル・リオデジャネイロへ南下した。ここで、フィリップをはじめとする海軍士官は、船を下り、現地住民の饗宴を受ける一方で、囚人たちは、上陸することを許されなかった。また、1人が脱走を試みたものの、失敗に終わった。
船団の2番目の寄港地であるリオデジャネイロに赴くには、必ず、赤道を通過しなければならない。大西洋を南へ下るにつれ、船内は、暑くなるとともに湿気を帯びるようになった。熱帯の気候の中で、シラミやゴキブリ、ノミといった害虫が乗組員を苦しませた。船底の湾曲部は腐敗臭がするようになった。そういった状況の中で、フィリップが出した指示は、船底に溜まった海水は毎日、排出して清潔な状態を保つことであった。アレクサンダー号ではその指示が徹底されなかったため、数名の囚人が病気になり、また、死亡した。熱帯性の嵐は、誰しもが経験をしたことが無かった。囚人たちは、嵐でずぶ濡れになったとはいえ、代えの衣服を持たず、また、乾かす手段も持っていなかった。結果として、衣服の清潔状態は決してよいものとはいえなかった。罰則が設けられていたにもかかわらず、女性を運ぶ輸送船に至っては、乗組員の立場にかかわらず、乱交状態に陥る船もあった。赤道無風帯に進んだ際には、フィリップは、船団員に支給する水の量を1日3パイントに制限することも強いられた。
リオデジャネイロに到着したのは、8月5日のことである。船団は、リオデジャネイロに約1ヶ月の間、逗留することとなった。リオデジャネイロの滞在期間中も、囚人は船内に滞留することを余儀なくされる一方で、士官たちは、リオデジャネイロ市内を散策し、さらには現地の饗宴を受けた。
逗留の期間に、船は清掃され、修繕が施された。女性の衣服はシラミがいっぱいだったこともあり、新しい服が購入され、古い衣服は焼却処分された。さらに、数多くの食料を積み込んだ。その中でも、フィリップが重要とみなした食物がオレンジである。オレンジには、壊血病を防ぐビタミンCが大量に含まれているということがこの時代になってようやく判明したからである。もっとも、ビタミンCの発見自体は、この時代からさらに下った20世紀に入ってからである。
フィリップの指令に基づき、前述のオレンジのみならず、食料、水、弾薬に加え、新植民地で移植する植物や種子も集めた。ブドウ、コーヒー、ココア、インディゴ、綿などである。
9月4日、リオデジャネイロを出航した船団は、当時はオランダの植民地であった喜望峰へと向かった。10月13日、船団は、ケープタウンに到着した。ケープタウンは、オーストラリアへ向かう最後の寄港地であり、ここでも、フィリップの指令に基づき、水や食料の補給のみならず、500頭以上の家畜や飼料を購入した。牛、馬、豚、ヤギ、鶏などの家畜類である。これらの動物を乗せるために、フレンドシップ号に乗っていた女性囚人は他の船に移ることとなった。囚人たちは、ケープタウンで新鮮な牛肉やマトン、パン、野菜を支給された。これは、ケープタウンからの航海での健康を維持するためであった。植物の種子では、イチゴ、オレンジ、ライム、レモン、梨、米、砂糖などが積み込まれた。
11月13日から14日にかけて、船団は、ケープタウンを出航した。ケープタウン以降、旗艦はシリウス号からサプライ号へ移り、船足の速い囚人輸送船3隻（アレクサンダー号、フレンドシップ号、スカボロー号）とともに、オーストラリアへと向かった。残りの船団は、ジョン・ハンターが指揮し、追いかけることとなった。ケープタウンからニューサウスウェールズまでは、いわゆる「吠える40度」と呼ばれる西よりの卓越風が吹く。この卓越風に乗って、最後の2ヶ月の航海に乗り出した。現在のタスマニア島の位置まで、船団の1隻であるフレンドシップ号が到達したのは、1788年1月4日のことである。

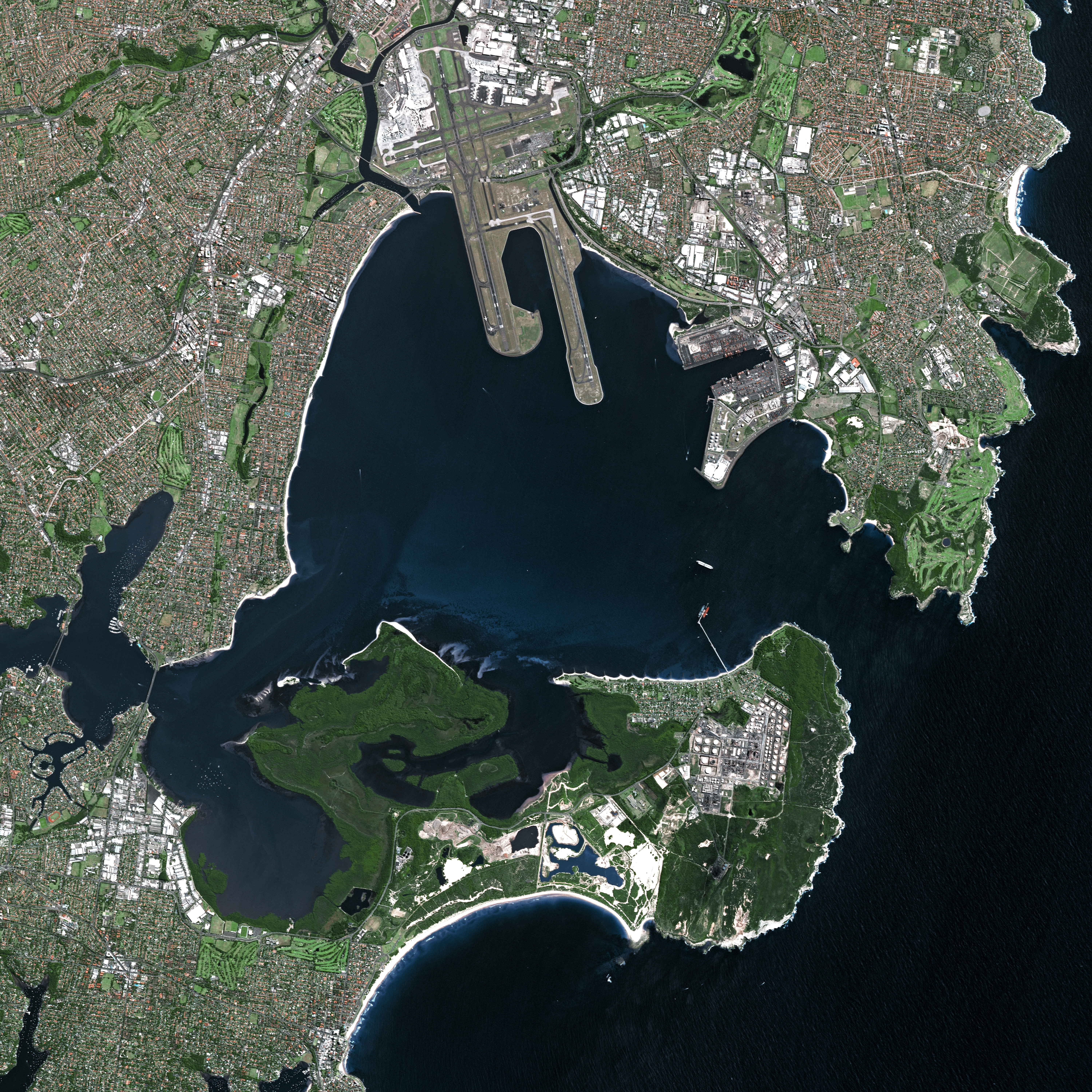
現在のボタニー湾空撮。2014年現在のニューサウスウェールズ州の地方公共団体では、北東からシティ・オブ・ランドウィック、シティ・オブ・ボタニー・ベイ、シティ・オブ・ロックデール、南岸は、サザランド・シャイアに囲まれている。

1788年1月18日、サプライ号がボタニー湾に到着した。ボタニー湾がこの航海の最終目的地のはずであった。この場所は、1770年4月29日、ジェームズ・クックが上陸した、2014年現在のニューサウスウェールズ州の地方公共団体のサバーブであるクロヌラである。
フィリップはケープタウンを出て後に船団を2つに分けた。その理由は、囚人の輸送船3隻は、男性囚人を載せており、先行してニューサウスウェールズに到着することで、後に到着する船団が到着するために、新鮮な水を確保し、土地を整地し、さらには、定住する場所を建設する目的があった。しかしながら、当時のサザランド・シャイア一帯は、クックが報告した肥沃なる大地というわけではなかった。沼地、湿地帯、不毛の砂地が広がっていたからである。さらに、1月19日から20日にかけて、残りの10隻の船が相次いで、ボタニー湾に到着したことで、フィリップの立てた計画は間に合わなかった。
さらに、ボタニー湾は、東から吹き付ける風に対しては無力であった。ボタニー湾は、11隻の船が停泊には狭すぎて、着岸することもできず、新鮮な水も貧しく、土壌も豊かではなかった。そのため、フィリップは自らが中心となって、1月21日から、ボタニー湾から北に12キロメートルに位置するポート・ジャクソン湾へ遠征した。ポート・ジャクソン湾は、クックが名づけた湾であり、本国への報告も行われた場所ではあるが、彼自身は、湾内には立ち寄っていなかった。スコットランド人の海軍少尉であるラルフ・クラークは、1月23日の日誌で、「総督がポート・ジャクソンにもっと良い定住地を見つけてくれればいいのだが。もしここに定住せざるをえないのであれば、1年の間に全ての人間が死に絶えるだろう」と記述している。
しかし、クラークが日誌に心配を記載した同日、フィリップは、ポート・ジャクソン湾から戻った。フィリップがポート・ジャクソン湾を「世界一の天然の良港」であることを後にイングランドに送った手紙で記述しており、レディ・ペンリン号で軍医を務めたアーサー・バウズ・スミスは、「ポート・ジャクソンが世界で最もすばらしい港の1つであることに関しては、全ての人の意見が一致している」と述べた。
1月24日、ボタニー湾の湾口に2隻の船影が確認された。フランス人ラ・ペルーズ伯ジャン＝フランソワ・ド・ガローの科学調査遠征隊の船であった。ラ・ペルーズは、自らの船団の補給、修理が出来る場所を探しており、1月26日には、ボタニー湾に投錨した。ラ・ペルーズの船団は現在のソロモン諸島・ヴァニコロで座礁することとなる。

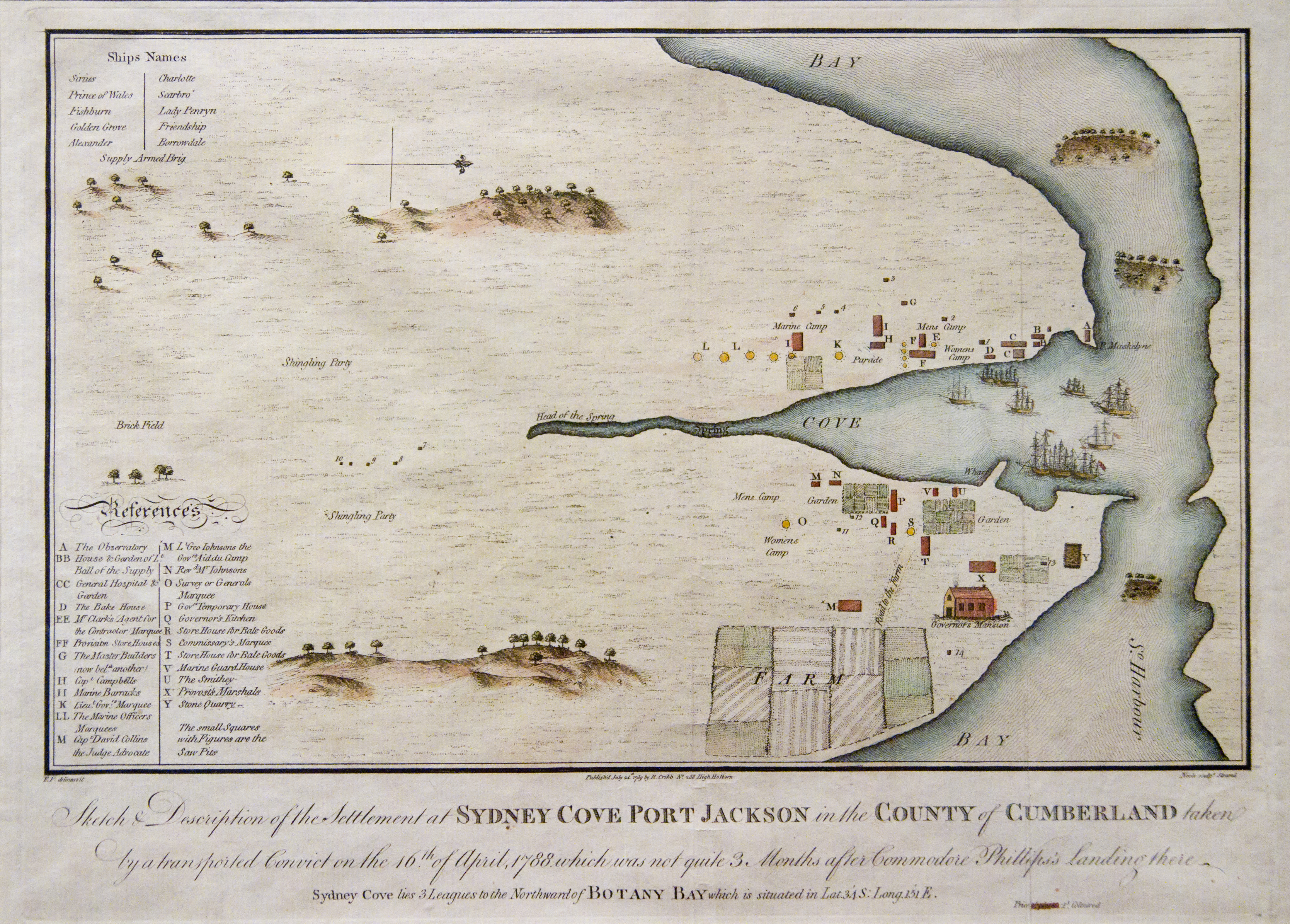
フランシス・フォークスによるシドニー・コーブの概略図（1788年）。北は右側になる。現在では入り江の右下にはシドニー・オペラハウスが建設されている場所に該当する。

ラ・ペルーズ一行が、ボタニー湾に投錨した日と入れ替わりに、同日、ファースト・フリートは、ポート・ジャクソン湾へ移動し、錨を下ろした。フィリップとラ・ペルーズが会うことは無かった。彼らが錨を下ろした場所は現在のシドニー・コーブである。水深は十分深く、また、ボタニー湾とは異なり、東から吹き付ける風からも守られる天然の良港であった。地名は、今回の航海の計画の中心人物であるトマス・タウンゼンド (初代シドニー子爵)にちなんでいる。
ファースト・フリートによる航海は、当時の航海の中でも特筆すべきものであったことは間違いない。イングランドのポーツマスからシドニーまでの15,000マイル（24,000キロメートル）の航海でまず、11隻の船団で落伍する船が1隻も出なかったことである。航海の途上で48人が死亡したが、この数字は、ファースト・フリートの乗組員の3%強で済んだことは驚異的である。1789年から1790年に実施されたセカンド・フリートにおいては、ファースト・フリートで参加したスカボロー号がイギリスに帰国した後に参加していたにもかかわらず、乗船した人数の28%にあたる73人が死亡し、シドニーに上陸した際には、96人が病気にかかっていた。さらに、1791年に実施されたサード・フリートでは、2000人以上の囚人がシドニーに向かったものの、182人の死者を出していることから分かるとおり、ファースト・フリートの死者数が圧倒的に少ないことが分かる。

## ファースト・コンタクト
ニューサウスウェールズに植民地を建設したイギリスであるけれども、オーストラリア大陸は無住の大陸というわけではなく、先住民が居住していた。最初に停泊したボタニー湾周辺は、アボリジニの部族であるカディガル人が居住し、ファースト・フリートを目撃していた。ポート・ジャクソン湾の周辺には、カディガル人の支族であるエオラ族が住んでいた。
当然のことながら、ファースト・フリートによって、シドニー周辺に上陸したイギリス人たちは、アボリジニと接触した。ニューサウスウェールズ植民地政府の政策は、アボリジニとの親密な関係を築くということであり、フィリップもアボリジニに対しては、丁重にもてなすようにと指示していた。しかしながら、イギリス人とアボリジニとの間の蜜月は短く、両者の間では衝突が発生した。植民者は、アボリジニの社会やアボリジニの人々が考える土地との関係を理解することは無かったし、アボリジニもまたイギリスの農業の慣習や土地所有について理解することは無かった。植民者は、アボリジニとの間に土地の協定を結ぶことは無かった。1790年から1802年にかけて、アボリジニの指導者であるペムルウイと植民者の間で死闘が繰り広げられることとなった。

## 文学作品
ファースト・フリートの航海は、文学作品の題材として取り上げられている。
- マーカス・クラーク（英語版）, フォー・ザ・ターム・オブ・ヒズ・ナチュラル・ライフ（英語版）。作者は、小説家。この作品は、1870年から72年にかけて雑誌『Australian Magazine』に連載された。綿密な取材によって構成されているノンフィクションであり、1870年代のオーストラリアを代表する小説である。
- コリーン・マッカラ、モーガンズ・ラン（英語版）, ISBN 0-09-928098-1。作者は、オーストラリア・ニューサウスウェールズ州のアウトバックと呼ばれるウェリントン（英語版）出身。この作品は2000年に出版された。2011年には、ミュージカルにもなっている。
- トマス・キニーリー、ザ・プレーメーカー（英語版）, ISBN 0-340-42263-7。作者はオーストラリア人の小説家。スティーヴン・スピルバーグが映画化した小説『シンドラーズ・リスト 1200人のユダヤ人を救ったドイツ人』 の作者でブッカー賞を受賞していることで知られる。
- ティンバーレイク・ウェルテンベイカー（英語版）, アワー・カントリーズ・ゴッド（英語版）, ISBN 0-413-73740-3。作者は、イギリス人の劇作家、脚本家。1988年の作品。ウェルテンベイカーは、上述のキニーリーの小説を脚本化した。同年に、ローレンス・オリヴィエ賞を獲得した。
- ウィリアム・スチュアート・ロング（英語版）, The Exiles, ISBN 0-86824-017-6。The Settlers, ISBN 0-86824-020-6。The Traitors, ISBN 0-86824-021-4。作者は、イギリス人の作家。複数のペンネームを使い分けることで、いろんな分野の小説を書き残した。